# Černý leden
Černý leden (ázerbájdžánsky Qara Yanvar) je obvyklé označení krvavých událostí v ázerbájdžánském Baku z 19. a 20. ledna 1990. Události byly symptomem rostoucího napětí mezi Armény a Azery (po vypuknutí války o Karabach roku 1988), ale také mocenským střetem centrální sovětské vlády v Moskvě a lokálních elit žádajících stále více nezávislosti, a tedy procesu postupného rozpadu Sovětského svazu. Události odstartovaly pogromem na Armény v Baku, z nichž 50–100 bylo zabito. Následně na pokyn sovětského vedení s Michailem Gorbačovem v čele byl v zemi vyhlášen výjimečný stav a do ulic Baku vtrhla sovětská armáda. Zabila 147 ázerbájdžánských demonstrantů a 800 zranila (5 lidí se ztratilo). Zásah podle všeho neměl za cíl chránit Armény (ti z velké části již z města utekli), ale měl zabránit nacionalistické Lidové frontě, aby definitivně převzala moc. Ozbrojený zásah ovšem rozčílil i ázerbájdžánské komunisty, kteří 22. ledna 1990 vydali prohlášení, že šlo ze strany Moskvy o agresi (přesněji tak učinil Nejvyšší sovět Ázerbájdžánské SSR). Šlo o další ze signálů nerespektování moskevského sovětského vedení i mezi komunisty v neruských republikách Sovětského svazu a silného hnutí za nezávislost v Ázerbájdžánu, napříč celou společností. Toto hnutí vyvrcholilo vyhlášením nezávislosti roku 1991.

## Průběh událostí
V prosinci 1989 Azerové žijící v oblastech sousedících s Íránem strhli hraniční ploty a požadovali užší vztahy s Azery žijícími v Íránu. Místní úřady v Cəlilabadu odmítly proti výtržníkům zasáhnout a předaly správu opozičnímu hnutí Lidová fronta Ázerbájdžánu. O dva týdny později se Lidová fronta podobně a nenásilně zmocnila radnice v Lenkoranu.
9. ledna 1990 Nejvyšší sovět Arménské SSR odhlasoval zahrnutí Náhorního Karabachu do svého rozpočtu a umožnil jeho obyvatelům volit v arménských volbách, čímž ignoroval sovětskou autoritu a jurisdikci Ázerbájdžánské SSR. To vyvolalo pobouření v celém Ázerbájdžánu. Následovaly demonstrace, které požadovaly svržení ázerbájdžánských komunistických představitelů a volaly po nezávislosti na Sovětském svazu. Atmosféra demonstrací byla podle zprávy Human Rights Watch též „silně protiarménská“.
12. ledna zorganizovala Lidová fronta takzvaný Výbor národní obrany s pobočkami v továrnách a úřadech v Baku. Cílem bylo mobilizovat obyvatelstvo k boji s místními Armény. Místní ázerbájdžánské úřady nebyly schopny obnovit pořádek kvůli vnitřním rozporům. Část komunistických elit totiž podporovala protiarménský a nacionalistický aspekt dění. Ázerbájdžánské úřady také nařídily jednotkám ministerstva vnitra (o síle 12 000 mužů), aby se zdržely zasahování do nepokojů. Četné jednotky sovětské armády v okolí a kaspická sovětská flotila nepokoje také ignorovaly s tím, nemají žádné rozkazy od moskevských úřadů.

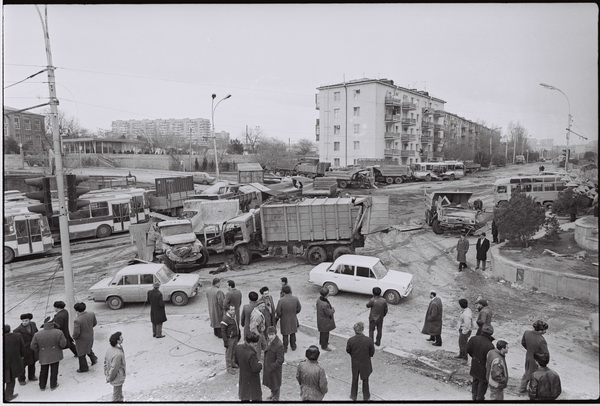
Barikády

13. ledna začal v Baku protiarménský pogrom, který si vyžádal minimálně 48 mrtvých, zatímco tisíce Arménů uprchly, nebo byly evakuovány sovětskou armádou. Dne 15. ledna úřady vyhlásily výjimečný stav v několika částech Ázerbájdžánu, kromě Baku. Aktivisté Lidové fronty ve stejnou dobu, ze strachu před zásahem ústředních sovětských úřadů, zahájili blokádu vojenských kasáren. V řadě ázerbájdžánských regionů již de facto převzali kontrolu. 18. ledna Lidová fronta nařídila svým příznivcům, aby zabarikádovali hlavní přístupové cesty do Baku pomocí aut, nákladních aut a autobusů. Následující den sovětské úřady evakuovaly své zástupce a místní úředníky a přesunuly je na vojenská velitelská stanoviště na okraji města. Tam již v té době byl i sovětský ministr obrany Dmitrij Jazov a ministr vnitra Vadim Bakatin. Jazov pak osobně řídil všechny následující operace.
Prezidium Nejvyššího sovětu SSSR schválilo 19. ledna dekret podepsaný Michailem Gorbačovem, kterým se v Baku zavádí výjimečný stav. Ve vyhlášce bylo uvedeno: ″V souvislosti s dramatickou eskalací situace ve městě Baku, pokusy kriminálních extremistických sil o odstavení legálně jednajících státních orgánů a v zájmu ochrany a bezpečnosti občanů Prezidium Nejvyššího Sovětu SSSR, vedené bodem 14 článku 119 Ústavy SSSR, vyhlašuje od 20. ledna 1990 výjimečný stav ve městě Baku.“ Dekret byl přitom v rozporu s tehdy platnými právními předpisy, které stanovily, že takové opatření musí posoudit i prezidium Nejvyššího sovětu Ázerbájdžánské SSR.

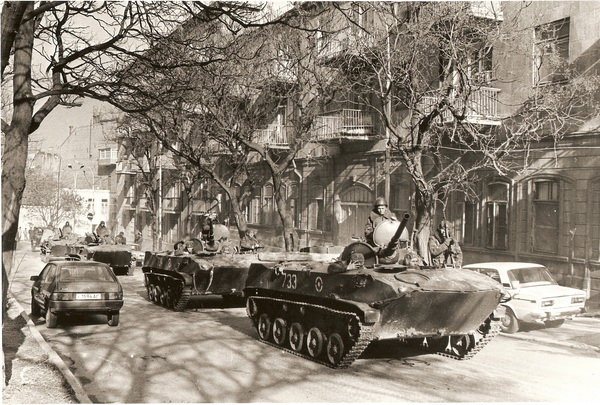
Sovětská armáda v ulicích Baku

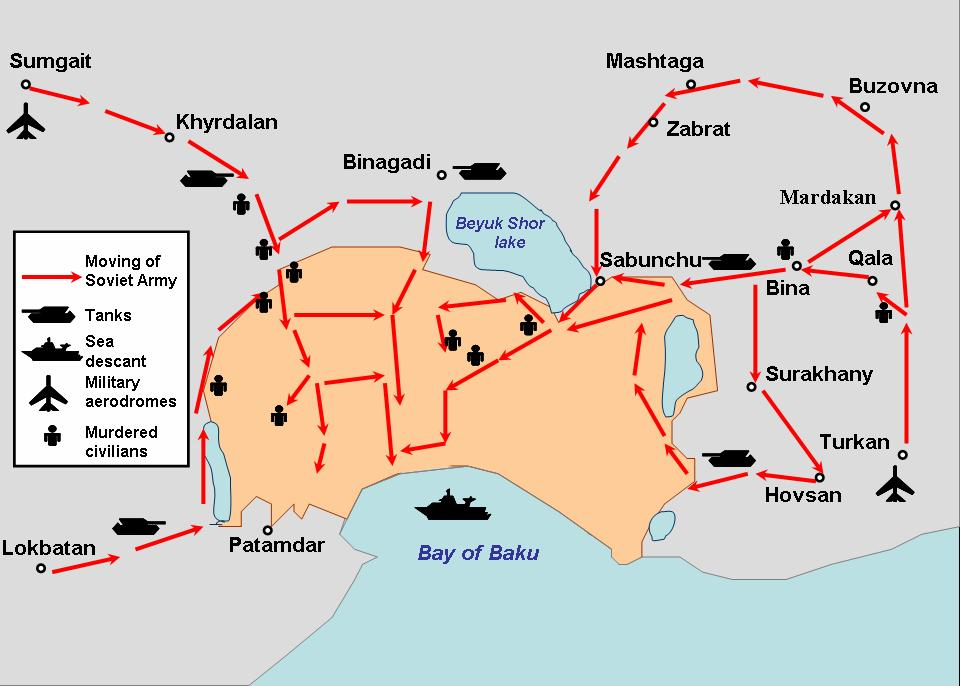
Pohyb sovětských jednotek po Baku

Pozdě v noci 19. ledna 1990, po rozstřílení centrálního televizního vysílače a přerušení telefonních a rozhlasových linek sovětskými speciálními jednotkami, vstoupilo 26 000 sovětských vojáků do Baku a prorazilo barikády. Podle verze Michaila Gorbačova „ozbrojenci Lidové fronty zahájili palbu na vojáky.“ Podle moskevské nevládní organizace Shield však žádné důkazy o ozbrojených místních bojovnících před zásahem nikdy nebyly nalezeny. Teprve když sovětské jednotky zahájily palbu do demonstrantů, rozzuření představitelé ázerbájdžánského ministerstva vnitra rozdali některým aktivistům Lidové fronty zbraně, technické vybavení a informovali je o pohybu armádních jednotek. Mnozí Ázérbájdžánci, včetně komunistů, ani nevěděli, že v zemi panuje výjimečný stav, oznámený veřejnosti ostatně až několik hodin po první střelbě do lidí.

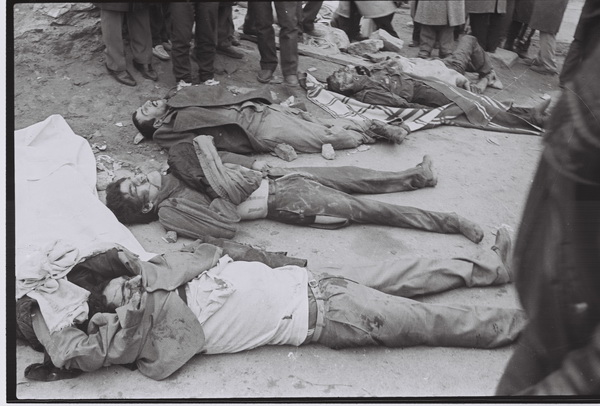
Oběti sovětské palby

V Baku bylo sovětskými vojáky zastřeleno 133 až 137 civilistů (aktivisté hovořili o 300 mrtvých). Dalších 26 lidí bylo zabito v oblastech Neftčala a Lenkaran. Až 800 lidí bylo zraněno a 5 zmizelo. Předmětem sporů dodnes je, kolik bylo zabito a zraněno sovětských vojáků. Odhady se pohybují mezi 20 až 30 mrtvými a 90 zraněnými.
Moskvě se podařilo zcela zastavit šíření zpráv o zásahu a situaci do okrajových oblastí Ázerbájdžánu (televizní a rozhlasové vysílání bylo zastaveno, noviny nevyšly), do ostatních oblastí Sovětského svazu a do světa. Ten se tak o událostech černého ledna dozvídal většinou až se zpožděním. Pouze Mirzovi Chazarovi z Rádia Svobodná Evropa se již 20. ledna podařilo odvysílat několik základních informací o krizi. Ty měly dopad zejména na šíření zpráv šeptandou po zbytku Ázerbájdžánu. Vláda SSSR si také oficiálně stěžovala Spojeným státům na toto zpravodajství. Mirza Chazar se díky němu stal symbolickou postavou. Malahat Aghajanqizi, známý ázerbájdžánský básník a spisovatel, popsal vystoupení Mirzy Chazara v rozhlase v době sovětské vojenské akce takto: „Dne 20. ledna dal Mirza Chazar svým hlasem od Boha naději umírajícímu ázerbájdžánskému lidu.“

## Dozvuky, hodnocení a památka

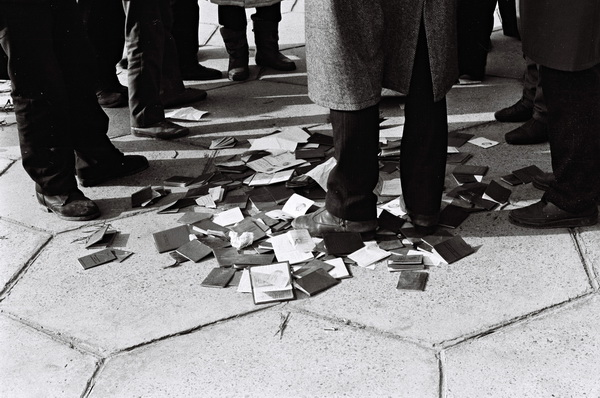
Rozhořčení ázerbájdžánští komunisté zahazovali stranické knížky

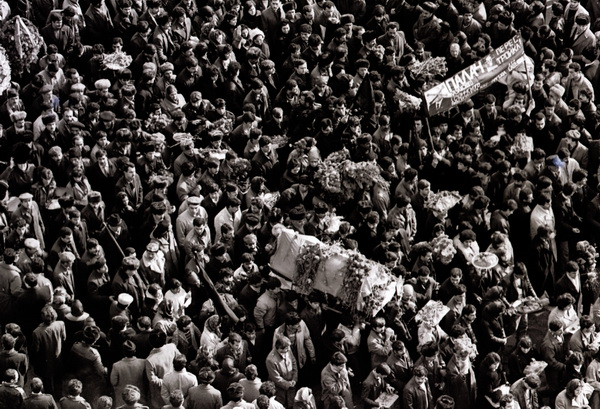
Pohřby obětí se stávaly manifestacemi

21. ledna se sovětská vojska stáhla.
22. ledna došlo k manifestačním pohřbům a zemí se rozlila vlna hněvu. Na žádost veřejnosti a z iniciativy skupiny poslanců se toho dne konalo zvláštní zasedání Nejvyššího sovětu Ázerbájdžánské SSR. Ten konstatoval, že zásah centrálního vedení byl nelegitimní, a že šlo o agresi vůči ázerbájdžánskému lidu.
V dalších čtyřiceti dnech se konal oficiální státní smutek, takže se zastavily všechny podniky v zemi. Souběžně probíhaly masové demonstrace, proti kterým místní orgány nezasahovaly. Moskva pochopila, že situace se jí vymyká z rukou i uvnitř komunistické strany.
Gorbačov do konce života tvrdil, že základním cílem operace bylo zastavit pogromy na Armény. Zpráva Human Rights Watch tomu však nevěří a označuje operaci za trestnou výpravu a varování opozici: „Sovětští představitelé konstatovali veřejně, že účelem intervence sovětských vojsk bylo zabránit sesazení vlády ovládané komunisty nacionalisticky smýšlející nekomunistickou opozicí. Trestná výprava v Baku mohla být zamýšlena jako varování nacionalistům nejen v Ázerbájdžánu, ale i v ostatních republikách Sovětského svazu.“
Události v Baku byly prvním takto násilným střetem sovětské moci s opozicí během Gorbačovovy perestrojky. Světové veřejnosti však zůstal z velké části neznámý. Když o rok později světový tisk kritizoval Gorbačova za násilné masakry civilistů v Litvě a Lotyšsku, ázerbájdžánská veřejnost byla rozhořčena mlčením světových médií o masakru v Baku, k němuž došlo celý rok před událostmi v Pobaltí. Stejným šokem pro ni bylo, když devět měsíců po masakru v Baku obdržel Michail Gorbačov Nobelovu cenu míru.
18. října 1991 ázerbájdžánský parlament vyhlásil nezávislost země. 14. února 1992 zahájila ázerbájdžánská generální prokuratura vyšetřování lednového masakru. V březnu 2003 byl obžalován bývalý sovětský prezident Gorbačov za porušení článku 119 sovětské ústavy a článku 71 ústavy Ázerbájdžánské SSR. Šlo však spíše o symbolický akt, bylo nepravděpodobné, že by Ruská federace, jejímž občanem Gorbačov byl, ho vydala ke stíhání do cizí země. Podle výnosu prezidenta Ázerbájdžánu Hejdara Alijeva ze dne 16. prosince 1999 byl všem obětem represí udělen čestný titul „Mučedník 20. ledna“ (20 yanvar şəhidi). 20. leden je v Ázerbájdžánu připomínám jako Den mučedníků a má status „dne celonárodního smutku“. V lednu 2010 byl v okrese Yasamal v Baku postaven památník obětem černého ledna. Celková plocha pietního místa je 1500 metrů čtverečních.